# Condado de Drew
O Condado de Drew é um dos 75 condados do estado americano do Arkansas. Sua sede de condado é Monticello. Sua população é de 18 723 habitantes.